# バンジャマン・コンスタン
アンリ＝バンジャマン・コンスタン・ド・ルベック（Henri-Benjamin Constant de Rebecque、1767年10月25日 - 1830年12月8日）は、スイス出身のフランスの小説家、思想家、政治家。心理主義小説の先駆けとして知られる『アドルフ』が名高い。他に自由主義思想家でも知られる。フランスロマン主義を代表する人物の一人でもある。政治評論、宗教論など多彩な執筆活動や政治活動を行った。

## 生涯
スイスのローザンヌに生まれる。父親はフランス系亡命プロテスタントの軍人であった。母親はコンスタンが生まれてまもなく死去。教育は主に祖父母と父親が雇った家庭教師によって行われた。父親の軍務の関係で、オランダやイギリスなどヨーロッパ各地を転々とする。1782年にエルランゲン大学（ドイツ）に1783年にエディンバラ大学（スコットランド）に入る。当地に2年ほどおり、1785年（18歳）にパリへ。当地の文学者・哲学者らと交わる。この頃にパリとイギリス、スイス、オランダなどとを行き来する。ジョワノ夫人やトレヴァー夫人、シャリエール夫人（イザベル・ド・シャリエール）らを知る。とくに、1786年に出会う シャリエール夫人 から文学的な影響を受ける。1794年までドイツやスイスに滞在。1788年、北ドイツのブラウンシュヴァイク公国で ミンナ・フォン・クラム (Minna von Cramm) と出会い、彼女と結婚。政治や宗教に関する著作を本格的に始める。1788年には「宗教論」を刊行。しかし、結婚生活がうまくいかず、クラムとは1793年には離婚した。その年には後に妻となるシャルロッテ・フォン・ハルデンベルクと出会う。しかしこの頃のコンスタンは、1794年に出会ったジャック・ネッケルの娘・スタール夫人(ジェルメーヌ・ド・スタール)との関係が深かった。スタール夫人はすでに夫と別居状態であり、文学活動やサロンでの活動行っていた。こうしてしばらく行動をスタール夫人と共にし、スイスとパリの間を行き来するようになる。

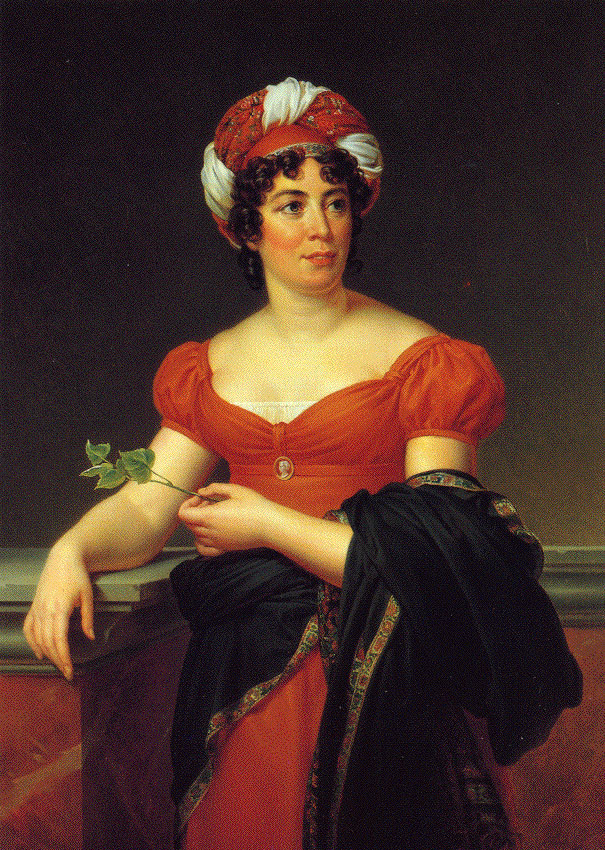
スタール夫人

多才であったスタール夫人からコンスタンは文学的・思想的・政治的に大いに影響を受け、1796年についには彼女の愛人になった。翌年には彼らの間に子どもが生まれた。この頃から実際的な政治活動を始め、いくつかの選挙に出馬する。多くはスタール夫人と活動を共にした。やがて、ナポレオン・ボナパルトが君臨し権限が彼の元に集中されていくと、彼は反ナポレオン的として当時所属していた護民院議員を罷免させられ政治家活動ができなくなる。またスタール夫人も、反ナポレオン的な著作を行ったとして1803年にフランスから追放されてしまう。コンスタンもスタール夫人と共にフランスから逃れ、ドイツを訪問し、ゲーテやシラー、ヴィーラント、シュレーゲル兄弟（アウグスト・ヴィルヘルム・シュレーゲル、フリードリヒ・シュレーゲル）といったドイツの文人たちと知り合う。しかし、この頃はスタール夫人との間も完全に冷え切り、彼女との別離を考えるようになっていった。この頃からスタール夫人とは頻繁に言い争いをするようになる。1805年にかねてよりの知り合いだったシャルロッテ・フォン・ハルデンベルクに再び接近する。彼女とは1808年に結婚するが、しかし、スタール夫人との関係も完全に断ち切ることはできず、1811年までスタール夫人との関係も続いた。
1806年頃より小説を執筆する。この頃執筆した小説がもとになり、後に心理主義小説の先駆けとなった「アドルフ」ができる。また同年、政治哲学の大著「政治原理」を執筆。宗教論に関する
著作も活発にし、敬虔主義的な様相を見せていた。1811年に夫婦でゲッティンゲンに滞在。「わが人生」を執筆。また、1814年にナポレオン没落後に、パリに戻り反ナポレオン的な著作を活発にする。しかし、百日天下でナポレオンが一時的に復活すると、一転してその政府に加わり、世の非難を浴びた。
この頃単身パリにおり、スタール夫人の友達であるジュリエット・レカミエ(レカミエ夫人)に熱烈な恋心を抱く。ナポレオンが再び没落した後、イギリス・ロンドンへ亡命する。当地で「アドルフ」を出版。他「百日天下回想録」を執筆。ルイ18世が即位すると王宛てに「弁明書」を書き、許されて1816年に再びパリに。翌1817年長年愛人であったスタール夫人の訃報に接し彼女に対する論説を発表。この頃には自由派のリーダーのひとりに目されていた。1818年には今までの政治的な著作を集めた「立憲政治講義」を出版。
以降、1830年まで執筆活動や講演、政治活動を積極的に行い、自由主義擁護の立場から奴隷売買反対運動などを行い、民衆から熱烈な支持を受けた。最晩年には七月革命において成立した七月王政を支持していた。
1830年12月7日に63歳で死去。彼の葬儀は熱狂的な支持を集めていたパリの民衆の手によってきわめて盛大に行われた。ペール・ラシェーズ墓地に埋葬された。

## 著書
小説等と特記する場合を除いてすべて随筆・評論。
- De la force du gouvernement actuel de la France et de la nécessité de s'y rallier (1796)
- Des réactions politiques (1797)
- Des effets de la Terreur (1797)
- Principes de politique (1806) -『宰相責任論』
- Le Cahier rouge (1807) - 自伝的小説『赤い手帖』
- Cécile (推定1809年頃、没後に発見、1951年刊行) - 自伝的小説『セシル』
- Fragments d'un ouvrage abandonné sur la possibilité d'une constitution républicaine dans un grand pays (推定1795 - 1810年頃、1991年刊行)
- "De l’esprit de conquête et de l’usurpation dans leur rapports avec la civilisation européenne" (1814) -「征服の精神と簒奪」
- Réflexions sur les constitutions, la distribution des pouvoirs et les garanties dans une monarchie constitutionnelle (1814)
- Principes de politique applicables à tous les gouvernements représentatifs (1815)
- Adolphe (1816) - 小説『アドルフ』、Adolphe（映画）（2002年、邦題『ADOLPHE - イザベル・アジャーニの惑い』）
- Mémoires sur les Cent-Jours
- De la liberté de l'industrie (1818)
- Cours de politique constitutionnelle (1818-1820)
- « De la liberté des Anciens comparée à celle des Modernes » (1819) -「近代人の自由と古代人の自由」
- Commentaire sur l'ouvrage de Filangieri (1822-1824)
- De la religion considérée dans sa source, ses formes et son développement (1824-1830)
- Appel aux Nations chrétiennes en faveur des Grecs. (1825)
- Mélanges de littérature et de politique (1829)
- Du polythéisme romain considéré dans ses rapports avec la philosophie grecque et la religion chrétienne (1833)
- Correspondance de Benjamin Constant et d'Anna Lindsay - L'Inconnue d'Adolphe, publiée par la baronne Constant de Rebecque (1933).
- Journaux intimes (1952) - 『バンジャマン・コンスタン日記』

## 邦訳
- 『アドルフ』
  - 新庄嘉章訳、春陽堂、1934年 / 新潮社〈新潮文庫〉1954年
  - 大塚幸男訳、岩波書店〈岩波文庫〉1935年
  - 林憲一郎訳、世界文学社、1948年
  - 竹村猛訳、角川書店〈角川文庫〉1960年
  - 栗田勇訳『フランス文学全集 第13 (ラディゲ・コンスタン・ラファイエット集)』東西五月社、1960年
  - 市原豊太訳『世界文学大系 第91 (近代小説集)』筑摩書房、1964年
  - 桜井成夫・安斎千秋訳『世界青春文学名作選 第16』学習研究社、1964年
  - 滝田文彦訳『世界の文学 新集 3 (アベ・プレヴォ、コンスタン、フロマンタン)』中央公論社、1969年
  - 安藤元雄訳「世界文学全集」集英社、1975年、新編版1981年
  - 中村佳子訳、光文社〈光文社古典新訳文庫〉2014年
- その他
  - 『宰相責任論』大塚成吉訳、潜心堂ほか、1883年
  - 『セシル』窪田啓作訳、新潮社、1953年
  - 『アドルフ・赤い手帖・セシル』竹村猛訳、白水社、1989年
  - 『バンジャマン・コンスタン日記』高藤冬武訳、九州大学出版会、2011年
  - 『近代人の自由と古代人の自由・征服の精神と簒奪 他一篇』堤林剣・堤林恵共訳、岩波文庫、2020年